# Luchthaven Cesária Évora

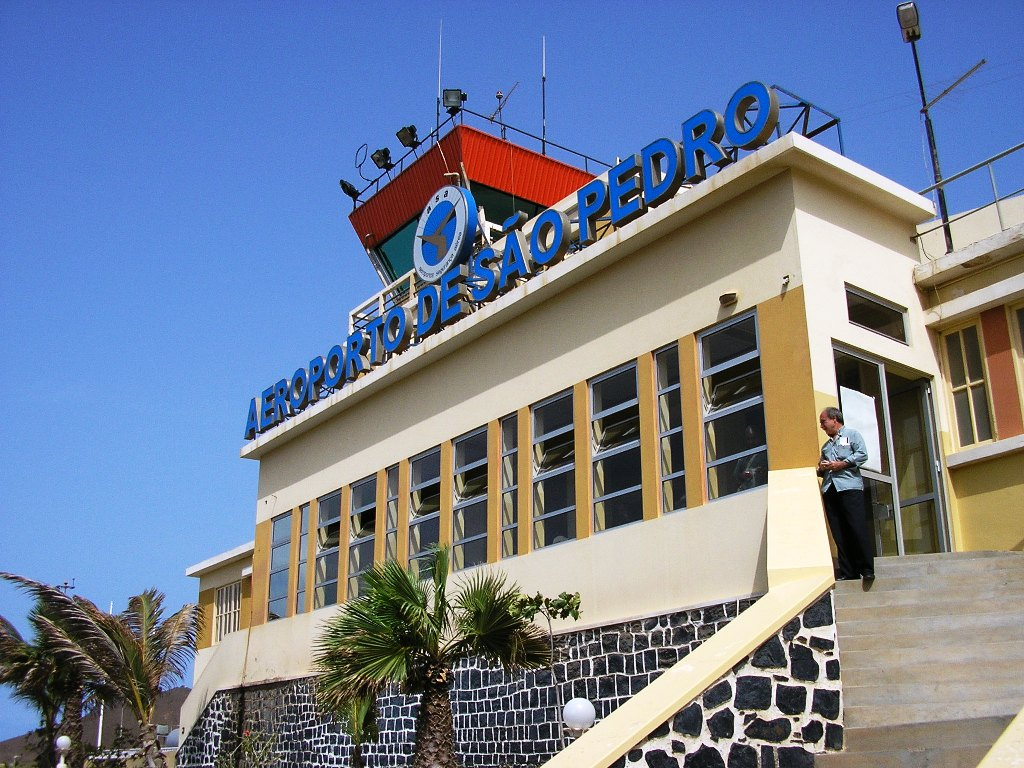

Luchthaven Cesária Évora (Portugees: Aeroporto Internacional Cesária Évora) (IATA:VXE, ICAO:GVSV) is Kaapverdië's luchthaven gelegen op het eiland São Vicente, ongeveer 5 kilometer van het centrum van Mindelo. De luchthaven bedient de eilanden São Vicente en Santo Antão. Het ligt in een vallei ten noorden van de plaats São Pedro. De luchthaven werd in gebruik genomen in 1960 onder de naam Luchthaven São Pedro (Portugees: Aeroporto do São Pedro). Het vliegveld is op 8 maart 2012 hernoemd naar de in 2011 overleden koningin van het Kaapverdiaanse lied Cesária Évora.

## Realisatie nieuwbouw
Er werd in 2005 gestart om van São Pedro een internationale luchthaven te maken. Er is een middellange tijdsduur gepland, voor het bouwen van een terminal van 11.000 m², die ongeveer 500 passagiers per uur kan verwerken. De startbaan met een lengte van 1.975 bij een breedte van 45 meter, is verlicht. 

Op 22 december 2009 is de nieuwe, internationale luchthaven geopend door minister-president José Maria Pereira Neves, in aanwezigheid van Manuel Inocêncio Sousa, minister van Infrastructuur, Transport en Telecommunicatie, Isaura Gomes, burgemeester van de gemeente van São Vicente en vele duizenden toeschouwers.